# Nikola Žigić
Nikola Žigić (Kirin Serbia: Никола Жигић, IPA: [nǐkola ʒǐːɡitɕ]; sinh ngày 25 tháng 9 năm 1980) là một cựu cầu thủ bóng đá Serbia thi đấu ở vị trí tiền đạo.
Žigić bắt đầu chơi bóng ở AIK Bačka Topola, ghi 68 bàn trong 76 trận tại câu lạc bộ hạng ba Nam Tư. Anh tới Bar thực hiện nghĩa vụ quân sự năm 2001 và thi đấu cho Mornar. Anh chuyển tới Sao Đỏ Beograd vào tháng 1 năm 2003. Mặc dù chiều cao 2,02m được cho là có lợi trong một số môn thể khác hơn là bóng đá, Žigić kết thúc mùa giải 2004-05 của Giải hạng nhất Serbia và Montenegro với các thành tích: vua phá lưới, cầu thủ nội của năm, vô địch quốc gia và ghi bàn trong trận chung kết Cúp quốc gia. Anh giành cú đúp thứ hai vào mùa 2005–06, tiếp tục là cầu thủ xuất sắc mùa giải, có 70 bàn trong 109 trận trên mọi đấu trường sau  ba mùa giải ở Sao Đỏ.
Vào năm 2006, Žigić chuyển tới Racing Santander của Tây Ban Nha; các bàn thắng của anh và sự kết hợp ăn ý với Pedro Munitis giúp đội bóng trụ hạng an toàn ở La Liga. Sau đó anh chuyển sang Valencia, nhưng không thể cạnh tranh suất trong đội hình chính. Tại lượt về mùa giải La Liga 2008-09 anh trở lại Racing theo dạng cho mượn, ghi 13 bàn trong 19 trận. Žigić gia nhập Birmingham City của Anh năm 2010 và ghi bàn giúp đội nhà vô địch League Cup. Mặc dù đội bóng phải xuống chơi ở Championship, anh ở lại Birmingham cho tới khi kết thúc hợp đồng. Sau khi không tìm được bến đỗ mới, anh trở lại Birmingham ở giai đoạn lượt về mùa 2014–15.
Žigić có trận ra mắt Đội tuyển bóng đá quốc gia Serbia và Montenegro vào năm 2004, và sau khi Serbia và Montenegro tan rã năm 2006, anh thi đấu cho đội tuyển Serbia cho tới năm 2011. Anh có 57 trận đấu quốc tế và ghi 20 bàn. Anh tham dự Giải vô địch bóng đá thế giới 2006 và Giải vô địch bóng đá thế giới 2010, từng làm đội trưởng vào năm 2011.

## Sự nghiệp câu lạc bộ

### Sao Đỏ Belgrade
Žigić sinh ra tại Bačka Topola, Nam Tư. Anh bắt đầu sự nghiệp thi đấu tại một câu lạc bộ địa phương. Với một hiệu suất ghi bàn đáng nể, sau đó anh đã chuyển đến thi đấu cho câu lạc bộ Sao Đỏ Belgrade năm 2003. Tại đây, anh đã thi đấu 110 trận và ghi 71 bàn thắng trên mọi đấu trường (cúp quốc gia, giải trong nước và cúp châu Âu). Anh đã từng 3 lần được bầu chọn danh hiệu cầu thủ xuất sắc nhất Serbia khi còn thi đấu cho Sao Đỏ Belgrade.

### Racing Santander và Valencia
Ngày 29 tháng 8 năm 2006, Žigić đã ký vào bản hợp đồng có thời hạn 4 năm với câu lạc bộ Tây Ban Nha Racing de Santander. Ngày 25 tháng 9, anh lập cú đúp đầu tiên cho Racing trong trận hoà 2-2 với Nastic. Ngày 1 tháng 4 năm 2007, anh lập một hat-trick trong chiến thắng 5-4 của Racing trước Athletic Bilbao. Trong mùa giải này tại Racing, anh đã có 11 bàn thắng và 5 đường chuyền thành bàn.
Ngày 9 tháng 8 năm 2007, Zigic đã trở thành cầu thủ của Valencia với bản hợp đồng có thời hạn 5 năm. Valencia đã phải trả cho Racing Santander 15 triệu euro (khoảng 20 triệu USD).
Bàn thắng đầu tiên của Žigić cho Valencia là cú đúp vào lưới Real Unión tại Cúp Nhà vua Tây Ban Nha, giúp Valencia thắng 2–1. Vài ngày sau, khi được tung vào sân ở đầu hiệp 2 trận đấu gặp Real Zaragoza, anh đã ghi bàn rút ngắn tỉ số trận đấu xuống còn 2-1 trước khi David Silva gỡ hoà 2-2 cho Valencia. Tuy nhiên, anh đã không được huấn luyện viên người Hà Lan Ronald Koeman trọng dụng. Tháng 1 năm 2008, anh đã từ chối cơ hội đến Anh thi đấu cho Portsmouth theo hợp đồng cho mượn trong giai đoạn còn lại của mùa giải.
Sau khi cân nhắc một số lời mời thi đấu tại Premier League và cả lời đề nghị trở lại Racing Santander theo hợp đồng cho mượn, Žigić cuối cùng đã quyết định ở lại Valencia để giành một vị trí chính thức trong mùa giải 2008–09. Tuy nhiên, sau khi không được ra sân bất kì một trận nào tại giải La Liga, trong khi chỉ ra sân hạn chế ở cúp quốc gia và cúp UEFA, cuối tháng 12 năm 2008, anh đã trở lại câu lạc bộ cũ Racing Santander theo hợp đồng cho mượn đến hết mùa giải.
Ngày 4 tháng 1 năm 2009, ngay trong trận đầu tiên trở lại với đội bóng xứ Cantabria, Žigić đã ghi bàn thắng duy nhất trong trận đấu với Real Valladolid, và sau đó là Getafe, đem về 6/7 điểm trong 3 trận của Racing. Ngày 25 tháng 1, anh ghi bàn ấn định chiến thắng 2-0 trước Sevilla FC và sau đó 1 tuần là bàn mở tỉ số trong trận thua 1-2 trước Barcelona. Anh kết thúc mùa giải với 13 bàn trong 19 trận.
Mùa giải 2009-10, Zigic đã trở lại Valencia và tiếp tục không được trọng dụng. Tháng 11 năm 2009, anh ghi bàn gỡ hoà 2-2 trong trận đấu tại lượt về vòng 4 Cúp Nhà vua Tây Ban Nha với CD Alcoyano giúp Valencia lọt vào vòng 5. Trong lần hiếm hoi được ra sân ngay trong trận đấu đầu năm 2010, anh đã ghi bàn thắng duy nhất trong trận đấu với RCD Espanyol ở phút 92. 
Sau đó vào ngày 14 tháng 1, anh lập được cú đúp trong trận hoà 2-2 với Deportivo de La Coruña tại Cúp Nhà vua Tây Ban Nha nhưng đội bóng của anh cuối cùng đã bị loại.
Zigic bị đuổi khỏi sân trong trận thua Real Zaragoza 3-0 ngày 27 tháng 3. Ngày 1 tháng 5, anh lập được cú đúp trong chiến thắng 2-0 trước Espanyol, giúp Valencia chắc chắn vào thẳng vòng bảng UEFA Champions League mùa bóng 2010-11.

### Birmingham City

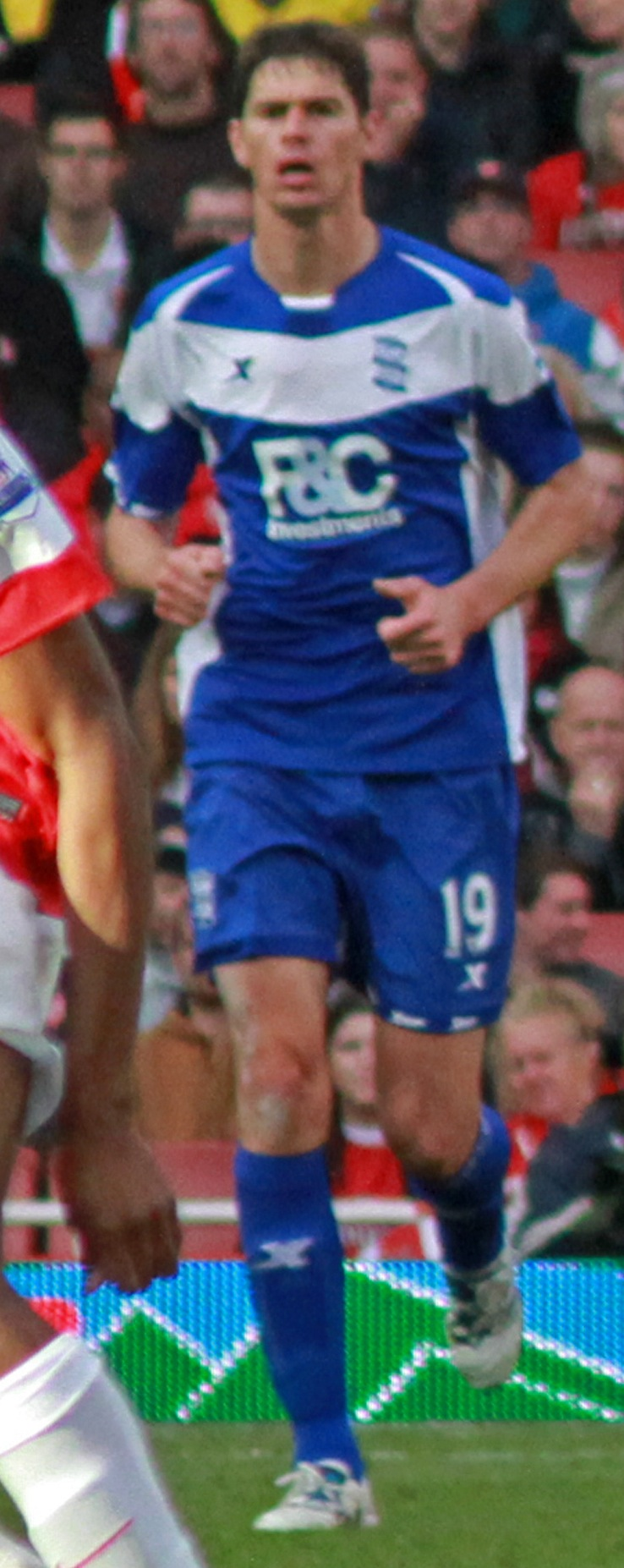
Žigić trong màu áo Birmingham năm 2010

Ngày 26 tháng 5 năm 2010, Žigić đã ký vào bản hợp đồng có thời hạn 4 năm với câu lạc bộ tại Premier League là Birmingham City cùng phí chuyển nhượng không được tiết lộ. Tuy nhiên, một số nguồn tin cho biết phí chuyển nhượng của anh là 6 triệu £. Anh có trận đấu đầu tiên tại Premier League khi vào sân ở hiệp 2 trong trận hoà 2-2 với Sunderland ngày 14 tháng 8.
Bàn thắng đầu tiên của Žigić cho Birmingham đến trong chiến thắng 3-1 của Birmingham trước MK Dons tại League Cup ngày 21 tháng 9. Còn bàn thắng đầu tiên của anh tại Premier League là trong trận thua 1-2 trước Arsenal ngày 16 tháng 10. Một tuần sau, anh ghi bàn ấn định chiến thắng 2-0 trước Blackpool. Bàn thắng thứ tư của anh trong mùa giải là bàn ấn định chiến thắng 2-1 trước Aston Villa tại tứ kết League Cup. Ngày 27 tháng 2 năm 2011, trong trận chung kết League Cup với Arsenal tại Wembley, Žigić đã ghi bàn mở tỉ số trong chiến thắng chung cuộc 2-1 của Birmingham, mang về danh hiệu thứ hai trong lịch sử cho câu lạc bộ này. Tuy nhiên cuối mùa giải năm đó Birmingham đã phải xuống hạng.
Bàn thắng đầu tiên của Žigić tại Giải bóng đá Hạng nhất Anh đến trong chiến thắng 1-0 trước Leeds United vào tháng 10 năm 2011. Trong trận lượt về với Leeds vào tháng 1 năm 2012, Žigić ghi bốn bàn thắng giúp Birmingham thắng ngược 4–1 sau khi bị dẫn trước 1-0.
Anh bắt đầu mùa giải 2012–13 với bàn thắng ở ohút bù giờ thứ 4 giúp Birmingham cầm hòa được Charlton Athletic. Ngày 15 tháng 2 năm 2013, huấn luyện viên Birmingham Lee Clark chỉ trích công khai Žigić vì thái độ tập luyện thiếu nghiêm túc. Sau sự việc đó, Clark đã không sử dụng nhiều Žigić cho vị trí chính thức. Thời điểm đó, anh đã có 6 bàn trong mùa và bị đuổi khỏi sân hai lần. Sau đó, Zigic đáp lại chỉ trích bằng hai bàn thắng đem lại chiến thắng cho Birmingham trước Peterborough và Middlesbrough.

## Sự nghiệp đội tuyển quốc gia
Trận đấu đầu tiên của Žigić cho đội tuyển Serbia và Montenegro là trận đấu với Na Uy vào ngày 31 tháng 3 năm 2004, dưới thời huấn luyện viên Ilija Petković. Bàn thắng đầu tiên của anh cho đội tuyển đến trong trận giao hữu với Ý tại Toronto, Canada tháng 6 năm 2005.
Mặc dù gây ấn tượng nhờ phong độ cao trong màu áo Sao Đỏ Belgrade, Žigić chỉ bắt đầu xuất hiện trong đội chính thức đội tuyển từ giữa năm 2005. Tại trận đấu với Tây Ban Nha vào tháng 9 năm 2005 trong khuôn khổ vòng loại World Cup 2006, vào sân từ băng ghế dự bị, anh đã góp công trong bàn thắng gỡ hoà 1-1. Trong trận đấu cuối cùng tại vòng loại với Bosnia và Herzegovina, Žigić đã đánh đầu chuyền bóng chính xác cho người đồng đội Mateja Kežman ghi bàn thắng duy nhất của trận đấu, giúp đội tuyển Serbia và Montenegro chính thức có mặt tại World Cup 2006.
Tại World Cup 2006, Žigić ghi được một bàn thắng trong trận đấu cuối cùng tại vòng bảng với Côte d'Ivoire. Tuy nhiên, đội bóng của anh đã để thua 3-2 trong trận này và rời giải với 3 trận toàn thua.
Ngày 24 tháng 3 năm 2007, Žigić đã bị thẻ đỏ trong trận đấu tại vòng loại Euro 2008 với Kazakhstan, khiến anh phải vắng mặt trong trận đấu tiếp theo với Bồ Đào Nha (trong trận đấu với Phần Lan sau đó vào ngày 2 tháng 6 năm 2007, anh cũng không thể thi đấu vì phải phẫu thuật). Tại vòng loại Euro 2008, Žigić đã có 7 bàn thắng nhưng Serbia chỉ đứng vị trí thứ ba và không thể tham dự Euro 2008.
Tại vòng loại World Cup 2010, anh đã ghi được 3 bàn thắng trong đó có bàn thắng mở tỉ số trong chiến thắng 5-0 trước Romania, chiến thắng đã chính thức đưa Serbia có mặt tại World Cup 2010. Žigić sau đó đã được huấn luyện vien Radomir Antić chọn vào danh sách 23 cầu thủ Serbia tham dự World Cup 2010. Anh cũng chính là cầu thủ cao nhất tại giải đấu với chiều cao 2,02 m của mình.
Tại World Cup 2010, Žigić đã ra sân đầy đủ trong cả ba trận vòng bảng nhưng không ghi được bàn thắng nào. Trong trận đấu thứ hai với Đức, anh đã có pha bật cao đánh đầu chuyền vào giữa cho Milan Jovanović ghi bàn thắng duy nhất của trận đấu. Serbia đã bị loại sau khi để thua Úc 2-1 ở lượt trận cuối cùng vòng bảng.
Žigić có bàn thắng đầu tiên tại vòng loại Euro 2012 khi ghi bàn ấn định chiến thắng 3-0 của Serbia trước quần đảo Faroe ngày 2 tháng 9 năm 2010. 4 ngày sau, anh có bàn thắng ấn định tỉ số 1-1 ở phút 86 trong trận đấu với Slovenia.

## Danh hiệu

### Sao Đỏ
- Serbian Superliga: 2003–04, 2005−06
- Cúp quốc gia Serbia và Montenegro: 2003–04, 2005–06

### Valencia
- Cúp Nhà vua Tây Ban Nha: 2007–08

### Birmingham City
- Football League Cup: 2010–11

### Cá nhân
- Cầu thủ Serbia xuất sắc nhất năm: 2003, 2005, 2006
- Vua phá lưới giải Ngoại hạng Serbia 2003-04

## Thống kê sự nghiệp

### Câu lạc bộ
Cập nhật: 24 tháng 8 năm 2010
| Thành tích cấp CLB  | Thành tích cấp CLB         | Thành tích cấp CLB  | Giải vô địch | Giải vô địch | Cúp quốc gia | Cúp quốc gia | Cúp liên đoàn   | Cúp liên đoàn   | Cúp châu lục | Cúp châu lục | Tổng cộng | Tổng cộng |
| Mùa giải            | CLB                        | Giải vô địch        | Trận         | Bàn          | Trận         | Bàn          | Trận            | Bàn             | Trận         | Bàn          | Trận      | Bàn       |
| Serbia              | Serbia                     | Serbia              | Giải vô địch | Giải vô địch | Serbian Cup  | Serbian Cup  | League Cup      | League Cup      | Châu Âu      | Châu Âu      | Tổng cộng | Tổng cộng |
| ------------------- | -------------------------- | ------------------- | ------------ | ------------ | ------------ | ------------ | --------------- | --------------- | ------------ | ------------ | --------- | --------- |
| 2003–04             | Sao Đỏ Belgrade            | Prva Liga           | 28           | 18           | ?            | 2            |                 |                 | 5            | 6            | 33        | 26        |
| 2004–05             | Sao Đỏ Belgrade            | Prva Liga           | 25           | 15           | ?            | 2            | 5               | 3               | 30           | 20           |           |           |
| 2005–06             | Sao Đỏ Belgrade            | Super Liga          | 23           | 11           | ?            | 2            | 7               | 5               | 30           | 18           |           |           |
| 2006–07             | Sao Đỏ Belgrade            | Super Liga          | 3            | 2            | 0            | 0            | 4               | 2               | 7            | 4            |           |           |
| Tây Ban Nha         | Tây Ban Nha                | Tây Ban Nha         | Giải vô địch | Giải vô địch | Copa del Rey | Copa del Rey | Copa de la Liga | Copa de la Liga | Châu Âu      | Châu Âu      | Tổng cộng | Tổng cộng |
| 2006–07             | Racing de Santander        | La Liga             | 32           | 11           | 0            | 0            |                 |                 | 0            | 0            | 32        | 11        |
| 2007–08             | Valencia CF                | La Liga             | 15           | 1            | 1            | 1            | 2               | 0               | 18           | 2            |           |           |
| 2008–09             | Valencia CF                | La Liga             | 0            | 0            | 1            | 1            | 3               | 2               | 4            | 3            |           |           |
| 2008–09             | Racing de Santander (mượn) | La Liga             | 19           | 13           | 0            | 0            | 0               | 0               | 19           | 13           |           |           |
| 2009–10             | Valencia CF                | La Liga             | 13           | 4            | 4            | 3            | 7               | 2               | 24           | 9            |           |           |
| Anh                 | Anh                        | Anh                 | Giải vô địch | Giải vô địch | Cúp FA       | Cúp FA       | Cúp Liên đoàn   | Cúp Liên đoàn   | Châu Âu      | Châu Âu      | Tổng cộng | Tổng cộng |
| 2010–11             | Birmingham City F.C.       | Premier League      | 14           | 2            | 0            | 0            | 4               | 2               | 0            | 0            | 18        | 4         |
| Tổng cộng           | Serbia                     | Serbia              | 197          | 147          | ?            | 6            |                 |                 | 21           | 16           | 218       | 169       |
| Tổng cộng           | Tây Ban Nha                | Tây Ban Nha         | 79           | 29           | 6            | 5            |                 |                 | 12           | 4            | 97        | 38        |
| Tổng cộng           | Anh                        | Anh                 | 14           | 2            | 0            | 0            | 4               | 2               | 0            | 0            | 18        | 4         |
| Tổng cộng sự nghiệp | Tổng cộng sự nghiệp        | Tổng cộng sự nghiệp | 290          | 178          | 6            | 11           | 4               | 2               | 33           | 20           | 333       | 211       |

### Bàn thắng cho đội tuyển quốc gia
Đây là danh sách bàn thắng Nikola Žigić ghi được cho đội tuyển Serbia (bao gồm cả thời gian còn mang tên Serbia và Montenegro.
| #   | Ngày                 | Địa điểm                                            | Đối thủ        | Bàn thắng | Kết quả | Giải đấu                 |
| --- | -------------------- | --------------------------------------------------- | -------------- | --------- | ------- | ------------------------ |
| 1.  | 8 tháng 6 năm 2005   | Trung tâm Rogers, Toronto, Canada                   | Ý              | 1–0       | 1–1     | Giao hữu                 |
| 2.  | 15 tháng 8 năm 2005  | Sân vận động Lobanovsky Dynamo, Kiev, Ukraina       | Ba Lan         | 1–1       | 3–2     | Giao hữu                 |
| 3.  | 13 tháng 11 năm 2005 | Sân vận động Wutaisha, Nam Kinh, Trung Quốc         | Trung Quốc     | 0–2       | 0–2     | Giao hữu                 |
| 4.  | 21 tháng 6 năm 2006  | Allianz Arena, Munich, Đức                          | Bờ Biển Ngà    | 0–1       | 2–3     | World Cup 2006           |
| 5.  | 2 tháng 9 năm 2006   | Stadion Crvena Zvezda, Beograd, Serbia              | Azerbaijan     | 1–0       | 1–0     | Vòng loại Euro 2008      |
| 6.  | 7 tháng 10 năm 2006  | Stadion Crvena Zvezda, Beograd, Serbia              | Bỉ             | 1–0       | 1–0     | Vòng loại Euro 2008      |
| 7.  | 11 tháng 10 năm 2006 | Stadion Crvena Zvezda, Beograd, Serbia              | Armenia        | 3–0       | 3–0     | Vòng loại Euro 2008      |
| 8.  | 24 tháng 9 năm 2007  | Sân vận động Almaty Central, Almaty, Kazakhstan     | Kazakhstan     | 2–1       | 2–1     | Vòng loại Euro 2008      |
| 9.  | 17 tháng 10 năm 2007 | Sân vận động Tofik Bakhramov, Baku, Azerbaijan      | Azerbaijan     | 0–2       | 1–6     | Vòng loại Euro 2008      |
| 10. | 17 tháng 10 năm 2007 | Sân vận động Tofik Bakhramov, Baku, Azerbaijan      | Azerbaijan     | 1–4       | 1–6     | Vòng loại Euro 2008      |
| 11. | 21 tháng 11 năm 2007 | Stadion Crvena Zvezda, Beograd, Serbia              | Ba Lan         | 1–2       | 2–2     | Vòng loại Euro 2008      |
| 12. | 6 tháng 9 năm 2008   | Stadion Crvena Zvezda, Beograd, Serbia              | Quần đảo Faroe | 2–0       | 2–0     | Vòng loại World Cup 2010 |
| 13. | 11 tháng 10 năm 2008 | Stadion Crvena Zvezda, Beograd, Serbia              | Litva          | 3–0       | 3–0     | Vòng loại World Cup 2010 |
| 14. | 1 tháng 4 năm 2009   | Stadion Partizan, Beograd, Serbia                   | Thụy Điển      | 1–0       | 2–0     | Giao hữu                 |
| 15. | 10 tháng 10 năm 2009 | Stadion Crvena Zvezda, Beograd, Serbia              | România        | 1–0       | 5–0     | Vòng loại World Cup 2010 |
| 16. | 18 tháng 11 năm 2009 | Craven Cottage, London, Anh                         | Hàn Quốc       | 0–1       | 0–1     | Giao hữu                 |
| 17. | 3 tháng 9 năm 2010   | Tórsvøllur, Tórshavn, Faroe Islands                 | Quần đảo Faroe | 0–3       | 0–3     | Vòng loại Euro 2012      |
| 18. | 7 tháng 9 năm 2010   | Stadion Crvena Zvezda, Beograd, Serbia              | Slovenia       | 1–1       | 1–1     | Vòng loại Euro 2012      |
| 19. | 8 tháng 10 năm 2010  | Stadion Partizan, Beograd, Serbia                   | Estonia        | 1–0       | 1–3     | Vòng loại Euro 2012      |
| 20. | 17 tháng 11 năm 2010 | Sân vận động Quốc gia Vasil Levski, Sofia, Bulgaria | Bulgaria       | 0–1       | 0–1     | Giao hữu                 |